# Józef Sługocki
Józef Sługocki herbu Jastrzębiec (zm. przed 15 kwietnia 1736 roku) – podczaszy chełmski od 1720 roku, chorąży chełmski w 1720 roku.
Poseł ziemi chełmskiej na sejm zwyczajny pacyfikacyjny 1735 roku.